# Pipistrellus murrayi
Pipistrellus murrayi (лат.) — исчезнувший вид летучих мышей из семейства гладконосых летучих мышей. Видовое латинское название дано в честь британского океанографа Джона Меррея (1841–1914).

## История
Некогда обычный, начиная с середины 1980-х годов нетопырь острова Рождества неожиданно стал исчезать. Популяция начала сокращаться, и в это время летучая мышь исчезла с большей части своего ареала. В 2006 году после снижения более чем на 90 % в течение трёх поколений вид был включён в список критически угрожаемых. В январе 2009 года было отмечено всего четыре особи, а предполагаемая численность составляла менее 20 особей. К августу 2009 года во время обширного обследования была обнаружена только одна особь. С 27 августа 2009 года несмотря на обширные поиски этот вид никто не смог обнаружить.

## Описание
Тело чёрного цвета массой 3—4,5 г.

## Образ жизни
Вид был широко распространён в первичных и вторичных тропических лесах на острове Рождества. Охотился на различных летающих насекомых по опушкам лесов. К лимитирующим факторам относятся изменение среды обитания, изменение доступности пищи, смертность, связанная с транспортом, климатические условия и болезни. Биотическими факторами, оказавшими негативный эффект, были вселение кошек и серых крыс, а также муравьев Anoplolepis gracilipes, змеи Lycodon aulicus, пустельги Falco cenchroides.